# Discworld Noir
Discworld Noir [ˈdɪskwɜːld nwɑː(r) Amer ˈdɪskwɜːrld]IPA je počítačová hra-adventura odehrávající se na Zeměploše Terryho Pratchetta. Na rozdíl od předešlých her s tematikou Zeměplochy je hlavně parodií na filmový žánr noir. Hru naprogramovali lidé z Perfect Entertainment a publikovali newyorští GT Interactive roku 1999; Pratchett při tvorbě hry pomáhal a také tvořil některé dialogy.
Vzhledem k tomu, že výrobce hry již neexistuje, hra se musí potýkat s několika neopravenými chybami; na některých novějších systémech vykazuje značné problémy.
Hlavním hrdinou je Lewton, první (a poslední) zeměplošský soukromý detektiv a bývalý člen Ankh-Morporské Městské hlídky. Scénář hry se nepodobá žádné vydané zeměplošské knize, a odehrává se ve městě Ankh-Morpork.
Přestože mnoho postav z hry v knihách není, hráč se také setkává s některými známými místy a postavami, jako je Neviditelná univerzita, divadlo Zeměplocha, Městská hlídka se svými členy, a excentrický vynálezce Leonardo da Quirm.

## Požadavky na konfiguraci
Pentium 120
16 MiB RAM
4× CD-ROM
HDD 320 MiB
Podpora 3D akcelerace: ne

Na straně systému je vyžadován Windows 4.0.

## Kritika
- Tomáš Voroščák. GameStar srpen 1999  95 %[1]